# Antigo (condado de Langlade, Wisconsin)
Antigo es un pueblo ubicado en el condado de Langlade en el estado estadounidense de Wisconsin. En el Censo de 2010 tenía una población de 1.412 habitantes y una densidad poblacional de 17,54 personas por km².

## Geografía
Antigo se encuentra ubicado en las coordenadas 45°9′54″N 89°6′3″O / 45.16500, -89.10083. Según la Oficina del Censo de los Estados Unidos, Antigo tiene una superficie total de 80.49 km², de la cual 80.37 km² corresponden a tierra firme y (0.14%) 0.12 km² es agua.

## Demografía
Según el censo de 2010, había 1.412 personas residiendo en Antigo. La densidad de población era de 17,54 hab./km². De los 1.412 habitantes, Antigo estaba compuesto por el 97.52% blancos, el 0.42% eran afroamericanos, el 0.28% eran amerindios, el 0.78% eran asiáticos, el 0% eran isleños del Pacífico, el 0% eran de otras razas y el 0.99% pertenecían a dos o más razas. Del total de la población el 0.64% eran hispanos o latinos de cualquier raza.